# Богослужебные книги
Богослуже́бные кни́ги — установленные для богослужения книги, излагающие полные чинопоследования или отдельные их молитвословия, а также подробные указания к их правильному совершению.

## В Православной церкви
Согласно «Изве́стию учи́тельному», входящему в состав Служебника, все богослужения Православной церкви разрешено совершать только по соответствующим (богослужебным) книгам. Богослужебные книги подразделяются на священно-богослужебные и церковно-богослужебные.

### Священно-богослужебные книги
Это книги из Священного Писания Ветхого и Нового заветов, приспособленные для богослужебного употребления:
- Евангелие — самая почитаемая в церкви книга. По формату богослужебное Евангелие бывает напрестольным и требным;
- Апостол (книга). Богослужебные Евангелие и Апостол, кроме деления на обычные главы и стихи, делятся ещё на особые разделы, называемые «зачалами», номера которых, согласно с празднованием наступивших дней пасхалии, месяцеслова, разных ликов святых и на частные требы, помещаются в приложениях обеих этих книг, с подробными указателями также: прокимнов, аллилуиариев, причастных и литургийных антифонов к ним;
- Псалтирь. В настоящее время в богослужении активно используется, преимущественно, так называемая Малая Псалтирь, все псалмы которой сгруппированы в 20 кафизм. В Русской и некоторых других славянских православных поместных церквях существует достаточно объёмная Следованная Псалтирь, которая состоит из пяти частей: 1) Малая Псалтирь, 2) Часослов, 3) Месяцеслов, 4) Канонник, 5) Семиднев. Однако большинство псаломщиков (часто это женщины) на приходских клиросах предпочитают пользоваться более компактными книгами и пособиями. Благодаря особой любви христиан к Псалтири, это единственная книга Ветхого Завета, которая в неизменном виде стала важнейшей богослужебной книгой христиан, отрывки из которой ежедневно многократно используются ими в своих богослужениях;
- Неиспользуемые ныне:
  - Свитки Ветхого Завета. Первые христиане были евреями, которые какое-то время ещё продолжали пунктуально соблюдать все предписания ветхозаветной религии, в числе которых значилось чтение и тщательное изучение всех священных книг Танаха, тексты которого традиционно продолжали записываться на скручивающихся свитках (книги Нового Завета сразу же записывались на более удобные переплетённые кодексы, похожие уже на современные нам книги). Количество свитков было велико (их делали небольшими, чтобы при их перематывании они меньше рвались). Все книги Танаха прочитывались по порядку за 3,5 года (половина семилетнего «Субботнего цикла»), но наиболее важные (с пророчествами о Спасителе) места часто повторялись, особенно по случаю тех или иных христианских праздников.
  - Апракос (в католицизме — Евангелиарий) — разновидность Лекционария[1][2] — сборник отрывков из Евангелия (иногда и из других книг Священного Писания), расположенных в порядке годовых праздничных богослужебных чтений.
  - Паримейник («Профитологий»[3][4]). Первоначально авторитет ветхозаветных книг был даже выше, чем новозаветных посланий (Кол. 4:16) и Евангелий (ввиду множества появлявшихся непроверенных еретических апокрифов)[5]. С увеличением количества новозаветных христианских молитв, песнопений и поучений, сокращались чтения Ветхого Завета, из которого стали выбираться только самые ценные места — паремии, которые позже включились в Минею и Триодь. Все эти паремии с дополнениями различных молитв и поучений собирались в паремейник, но он не получил дальнейшего распространения.

### Церковно-богослужебные книги
Значительно позже священно-богослужебных книг стали появляться и постепенно упорядочиваться церковно-богослужебные книги. Их количество точно не определено:
- Типикон, по-славянски «устав», рекомендует идеальный образец совершения монастырских богослужений;
- Тропологий (Τροπολόγιον) — единый комплекс воскресных и праздничных песнопений тропарно-стихирного типа, предположительно в VII веке распавшийся на Минею (тексты неподвижного годового круга богослужений), Триодь (тексты подвижного пасхального круга) и Октоих (тексты седмичного круга)[6]. Позже появился другой богослужебный сборник тропарей — «тропарио́н»[7], приспособленный для пения на многолюдных клиросах;
- Октоих имеет воскресные, седмичные и субботние службы восьми чередующихся по порядку гласов (вариантов текстов со своими напевами). Октоих для удобства разделён на две почти одинаковые книги: 1) 1-й, 2-й, 3-й, 4-й гласы, и 2) 5-й, 6-й, 7-й, 8-й гласы;
- Минея месячная содержит службы непереходящих праздников со святыми на каждый день года. Разделяются на 12 книг по числу месяцев в году, на некоторые месяцы может приходиться по две, или даже по три объёмные книги;
- Минея праздничная вобрала в себя из Месячной минеи службы только самых значительных праздников;
- Минея общая содержит однотипные службы разным ликам святых. По Общей минее может совершаться богослужение тем святым, которым ещё не написана, или не одобрена Издательским советом, или недостаточно растиражирована отдельная служба;
- Минея дополнительная[8] содержит службы новопрославленным святым, ещё не включённые (или недавно включённые) в Месячную минею;
- Триодь содержит последования богослужений переходящих праздников и постов. Триодь состоит из двух книг: 1) Триодь Постная, используемая с Недели о мытаре и фарисее, весь Великий пост до Великой субботы включительно, и 2) Триодь Цветная, используемая от Пасхи до Недели Всех святых;
- Ирмологий содержит используемые церковными хорами песнопения из разных богослужебных книг. Ирмологий с использованием древних музыкальных знаков знаменного пения, считается богослужебной книгой, а с современными нотами иногда уже относится к богослужебным пособиям. Прежде существовало множество разнообразных богослужебных книг, используемых в церковном пении: «Аколуфии» — Ἀκολουθίαι, Ἀκολουθιών — последования, «Обиход»[9], «Псалтикон» — Ψαλτικόν, «Асматикон» — Ἀσματικόν[10], «Пападики» — Παπαδική, «Анастасиматарий» — Ἀναστασιματάριον, «Анфология» — Ἀνθολογία, «Доксастарий» — Ϫοξαστάριον, «Стихирарь», «Кондакарь» («Икиматарий»), «Богогласник», «Двознаменник», «Демественник», и другие. «Антифонарий» — ещё одна древняя[11] нотная богослужебная книга используется теперь только в католицизме;
- Тропарион содержит тропари, кондаки, богородичны, величания и некоторые другие молитвословия. Удобен для использования на Литургии, молебнах, часах, акафистах и в домашних молитвах. Из-за появления тропарей новопославленным святым, регулярно дополняется;
- Чиновник архиерейского священнослужения печатается в двух (иногда в трёх) книгах, содержит различные чинопоследования архиерейского богослужения;
- Служебник — богослужебная книга с молитвами священников и диаконов. По формату служебник может быть миниатюрным карманным, легко помещающимся в карман подрясника, и с крупным шрифтом — аналойным, раскрытым для удобства на аналое в алтаре у престола. У грекоязычных православных служебник называется Евхологий (с греческого «молитвослов»), где собраны молитвы и чинопоследования, присущие русским не только служебнику, но и требникам. Для удобства священнослужителей при богослужении, чинопоследования: 1) «Божественная Литургия св Иоанна Златоустого», 2) «Божественная Литургия св Василия Великого», 3) «Последование Вечерни и Утрени», 4) «Божественная Литургия Преждеосвященных Даров», содержащиеся в служебнике, часто издаются отдельными небольшими книгами. Встречаются и такие варианты Служебника, как «Великопостный служебник»;
- Требник содержит молитвы чинопоследований частных богослужений (Таинств и православных обрядов). По формату Требник бывает Большим и Малым, в двух, в трёх, четырёх и даже в пяти книгах (частях). Сокращённым требником является и Последование молебных пений (или Книга молебных пений). Из состава современных Требников исключены Чинопоследование соединяемых из иноверных к Православной Церкви (из-за анафематизмов), Чин действия, каким образом совершается Высочайшее Е. И. В. коронование и некоторые другие чины, которые прежде печатались отдельными, красиво украшенными, богослужебными книгами, вышедшими сейчас из употребления. Предпринимались попытки[12] признать полноценной богослужебной книгой свод церковных правил Номоканон (в русских редакциях Кормчая книга), тесно примыкающий к Требнику;
- Часослов содержит неизменяемые тексты молитв суточного богослужебного круга (за исключением священнических молитв). Часослов может быть второй частью в составе Следованной Псалтири;
- Канонник содержит избранные каноны, акафисты, молитвы ежедневного монашеского молитвенного правила и Молитвы ко святому Причащению. Поэтому разные по составу вариации Канонника могут называться: Правильник, Акафистник, Молитвослов, Иерейский молитвослов[13], Богородичник — каноны Божией Матери на каждый день[14], и другие богослужебные книги и пособия, используемые более в частных, домашних (келейных), чем общецерковных (храмовых) богослужениях;
- Синаксарь, Пролог (книга), Патерик, Четьи-минеи, Жития святых, Кормчая, Лавсаик, Лествица и другие сборники поучений и проповедей, согласно Уставу, должны читаться во время православных богослужений. В связи с тем, что в настоящее время чтения за общецерковными богослужениями почти полностью исчезли, некоторые из этих богослужебных книг, фактически перешли в разряд душеполезной назидательной литературы, читаемой только на монастырских-семинарских трапезах и в кельях.

### Богослужебные пособия
Ещё позже, в том числе и в наше время, составляются различные новые книги и пособия, активно используемые в православном богослужении, но не имеющие статуса канонических богослужебных книг, например:
- Богослужебные указания[15];
- Православный календарь;
- Православный Богослужебный сборник[16];
- Обиход церковного пения[17];
- «Службы первой седмицы Великого поста»;
- «Службы Страстной седмицы»;
- «Великий канон Андрея Критского. Мариино Стояние. Двенадцать Страстных Евангелий»;
- «Чин Пассии с акафистом Божественным Страстем Христовым»[18];
- «Последование во Святую и Великую неделю Пасхи»;
- «День Святой Троицы. Великая вечерня, утреня, литургия, вечерня молитв ради коленопреклоненных (на церковнославянском языке)»;
- «Служба Успению Пресвятой Богородицы. Чин погребения»;
- различные учебные пособия, учебники, шпаргалки, в том числе электронные подсказки, по Литургике.

### Деление книг по богослужебным кругам
Современный литургист А. С. Кашкин все богослужебные книги разделяет на три группы:
1. Книги, содержащие службы суточного круга: Служебник, Чиновник архиерейского священнослужения, Часослов и Псалтирь Следованная (II часть).
2. Книги, содержащие молитвословия седмичного круга богослужения: Октоих и Псалтирь Следованная (I часть).
3. Книги, содержащие богослужебные тексты годичного круга (а также указания относительно совершения этих служб): Минея (все её виды), Триодь Постная, Триодь Цветная, Евангелие, Апостол, Типикон.

Особняком стоит Ирмологий, так как в этой книге содержатся выборочные песнопения всех трёх кругов богослужения.

## В Католической церкви
В соответствии с решением Тридентского собора в римском обряде Католической церкви используются следующие семь богослужебных книг:
- Миссал — чинопоследование мессы.
- Бревиарий — чинопоследование Литургии часов.
- Римский понтификал — чинопоследование обрядовых действий, выполняемых епископами.
- Римский ритуал — чинопоследование обрядовых действий, выполняемых священниками и диаконами и не включённых в миссал и бревиарий.
- Римский мартиролог — мартиролог латинского обряда, перечень святых с датами празднования их памяти.
- Градуал — сборник песнопений, предназначенных для исполнения на мессе.
- Антифонарий — сборник антифонов и прочих песнопений для Литургии часов.